# Моравская церковь
Моравская церковь (чеш. Moravští bratři, Moravská církev) — деноминация, образованная последователями гуситского движения. Официальное историческое название церкви — Unitas Fratrum (Братское единение), однако в результате своей обширной миссионерской деятельности стала более известна именно под именем Моравской церкви. Также известна под названием моравские или чешские братья. Тем не менее название Моравская церковь распространяется не на все общины чешских братьев, а лишь на те из них, возникновение которых связано с гернгутерами. В связи с тем, что доктринальные позиции Моравской церкви нередко совпадают с лютеранским вероучением, а также близостью моравских братьев к евангельским деноминациям, Моравскую церковь обычно относят к протестантизму.

## История

### Гуситское движение
Исторической предпосылкой возникновения Моравской церкви было выступление Яна Гуса в начале XV века с требованием реформировать некоторые практики, ставшие к тому времени общераспространёнными в Римо-Католической церкви, такие как плата за совершение таинств, Причастие для прихожан только под одним видом, симония и т. п. Казнь Гуса по приговору собора в Констанце повлекла за собой всплеск народного возмущения в Чехии, где Гус уже в то время считался народным учителем и будителем национального сознания. Последовавшее восстание привело к затяжным гуситским войнам, шедшим четверть века с переменным успехом и закончившиеся разгромом радикально настроенных гуситов — таборитов более умеренными чашниками, которые к тому времени заключили мир с католиками.

### Unitas Fratrum
После битвы под Липанами, где табориты были окончательно разгромлены, остатки радикальных гуситов собрались вокруг фигуры Петра Хельчицкого. Хельчицкий, который был учеником и соратником Гуса, а также одним из лидеров гуситов на заре движения, будучи пацифистом, с началом гуситских войн удалился в свое родное село Хельчице, где написал ряд духовно-нравственных произведений.
Собрав вокруг себя остатки таборитов, а также часть левых чашников, Хельчицкий реорганизовал гусизм, основав в Кунвальде 1 марта 1457 году общину, получившую название Братское Единение (лат. Unitas Fratrum), больше известную как Чешские братья. На начальном этапе община находилась под покровительством пражского архиепископа Яна Рокицаны, имевшего влияние на короля Иржи из Подебрад, а племянник архиепископа был одним из лидеров общины. Однако впоследствии, подвергаясь гонениям со стороны правительства, чешские братья решили разорвать общение с Католической церковью. В 1467 году были избраны собственные епископы, которых рукоположил в сан специально приглашенный для этого из Австрии епископ вальденсов. К началу Реформации Братское Единение насчитывало около 400 приходов и 200 тысяч прихожан, а к середине XVI века было разделено на три провинции: Богемскую, Моравскую и Польскую.
После неудачного Восстания чешских сословий 1618—1620 годов, послужившего началом Тридцатилетней войны, гонения на чешских братьев обрели массовый характер. Они были практически полностью изгнаны из Богемии, а в Моравии оставались лишь на землях, принадлежавших князю Лихтенштейну. Многие из братьев бежали в Польшу и Закарпатье. Вскоре чешские братья в Богемии полностью прекратили своё существование, поэтому более распространённым стало название «Моравские братья». Последним епископом чешских братьев непосредственно в Богемии был Ян Амос Коменский. На протяжении всего XVII века братья находились под сильным гнётом австрийского правительства.

### Гернгутеры
К началу XVIII века общины чешских братьев в самой Моравии стали более немецкими по своему этническому и языковому составу. Этому способствовало несколько факторов. Прежде всего, многие чехи из Богемии и Моравии, спасаясь от преследований имперской власти, бежали на территорию Польши, а на их место приходили немецкие колонисты, разделявшие религиозные взгляды Братского Единения. Кроме того, некоторая часть анабаптистов, в своё время сбежавшая от преследований в Моравию, под покровительство более веротерпимого князя Лихтенштейна, влилась в ряды братьев.
В 1722 году саксонский граф Николай Людвиг фон Цинцендорф, находившийся под влиянием пиетистских идей, получил известия о бедственном положении моравских братьев от беженцев из Моравии. Из чувства христианского милосердия и желания поддержать страждущих, Цинцендорф отправил лидерам моравских братьев приглашение переселиться на его земли, которое они охотно приняли. Для переселенцев Цинцендорф выделил своё имение Бертельсдорф недалеко от Циттау, где моравские братья основали поселение Гернгут. Первым руководителем общины гернгутеров стал Христиан Давид, возглавлявший переселение.
На протяжении последующих пяти лет в Гернгут переселилось большое количество братьев из Чехии и Моравии. Многие из них имели собственные традиции и иногда иное понимание некоторых вероучительных принципов. В связи с этим начали возникать внутренние противоречия и трения, иногда приводившие к открытой конфронтации. Глубоко переживая такие конфликты, Цинцендорф решил разработать устав, который должен был определить правила взаимоотношений в общине. Устав обязывал сохранять единство, даже в случае разногласий по вопросам традиции или второстепенных элементов вероучения. В знак принятия устава каждый член общины должен был пожать графу руку и принять участие в общей Евхаристии. Эта церемония состоялась 13 августа 1727 года, и считается Днём возрождения Братского Единения. В 1737 году Цинцендорф стал гернгутским епископом. Однако это создало опасность параллельной иерархии в Саксонии, поэтому после изгнания Цинцендорф подтвердил приверженность Аугсбургскому исповеданию в 1750 году. В общине гернгутеров причастие совершалось ежемесячно, а особенное внимание уделялось пению духовных песен и изучению Библии. Танцы и азартные игры были строжайше запрещены. Гернгутеры оказали влияние на методизм. Вместе с тем, гернгутеры сохранили почитание Яна Гуса.

### Моравская миссия

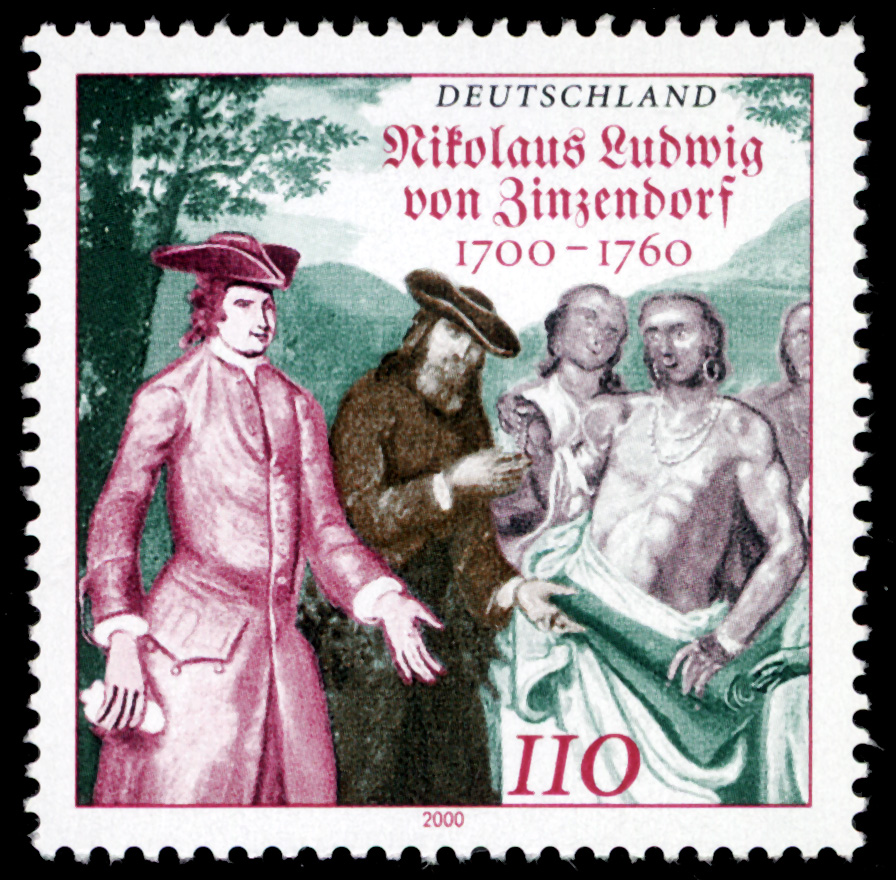
Немецкая почтовая марка 2000 года изображает Цинцендорфа, проповедующего индейцам

Моравская церковь является одной из наиболее миссионерски активных церквей в мире. Миссия Моравской церкви началась благодаря событиям, произошедшим в 1730 году. Состоя в родстве с Датским королевским домом, граф Цинцендорф был приглашен на коронацию Кристиана VI. На церемонию он взял с собой двух братьев из гернгутской общины, которые во время торжества познакомились с чернокожим слугой короля. Узнав от слуги, что на его родине, острове Святого Фомы, люди не знают о Христе, братья загорелись желанием отправиться туда с целью «донести свет Христов». По возвращении в Гернгут, братья уведомили старейшин о своём желании. Община согласилась отправить их на миссию, но лишь после годичного испытательного срока, на протяжении которого выразившие желание ехать могли от него отказаться. Тем не менее братья не изменили своего решения, и 21 августа 1732 года гернгутская община отправила первых миссионеров на датские Виргинские острова. В это время община в Гернгуте насчитывала всего около 300 человек.
В 1733 году гернгутеры отправили свою миссию в датскую Гренландию (Христиан Давид), где они положили начало Гренландскому университету. В 1734 году они отправились в Северную Америку (Старый Салем), в 1735 году в Суринам и Лапландию, в 1736 году в Капскую колонию (Георг Шмидт), а в 1771 году на Лабрадор.
В 1740 году Моравская церковь создала первую христианскую общину среди коренных жителей Северной Америки. Это были представители племени могикан, обратившиеся в христианство и осевшие в колонии Нью-Йорк. Однако миссионеры были изгнаны правительством колонии через четыре года. В 1741 году, под руководством Нитшмана и Цинцендорфа, была заложена моравская миссия Вифлием в Пенсильвании, ныне шестой по величине город штата. Здесь моравские братья осуществляли миссию среди алгонкинов. Позже миссионерская деятельность расширилась и на другие индейские народности.

### В Российской империи
Первые гернгутеры появились в России на острове Сааремаа ещё в 1726 году. В 1729 году миссионеры-гернгутеры (в том числе Христиан Давид) прибывают в Ригу. В 1736 году сам граф Цинцендорф выступил с проповедью в 1736 году в Ревеле. Однако отношения гернгутеров с местными (эстляндскими) лютеранами были сложными. В 1743 году их временно запретили на местном ландтаге как секту, что выражалось прежде всего в запрете немецким миссионерам на въезд в страну. Особенностью гернгутеров было обращение к местному населению на их родном (эстонском) языке, вовлечение мирян в церковную жизнь (кюстеры) и проведение молитвенных собраний в обычных домах и даже на открытом воздухе.

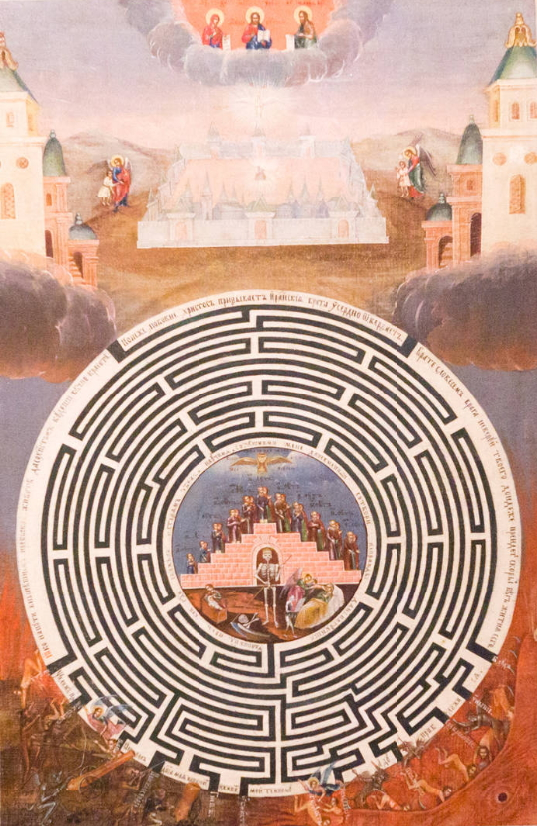
Лабиринт духовный. Музей «Новый Иерусалим»

После издания Екатериной II манифеста о приглашении в Российскую империю иностранных колонистов 50 гернгутеров во главе с Даниэлем Фиком одними из первых основали 14 сентября 1765 года свое поселение Сарепту (в 28 верстах южнее Царицына, ныне Волгоград). Сарептяне пытались обратить в христианскую веру коренных жителей региона, но не достигли в этом успеха. В XIX веке сарептский пастор принял участие в работе Российского библейского общества, которое перевело Библию на современный русский язык.
Доктор искусствоведения Игорь Орлов связывал появление в России иконографии «Лабиринта духовного» с появлением в стране последователей моравской церкви. Русские иконописцы, позаимствовав образ лабиринта у гернгутеров, впоследствии пытались найти ему соответствие уже в текстах Священного Писания и трудах Святых Отцов.
В 1817 году Александр I издал «Письмо о миловании гернгутеров» на всей территории России, что вызвало новую волну миграций гернгутеров из Германии. Согласно этому Письму гернгутеры освобождались от рекрутской повинности и могли беспрепятственно строить свои молельные дома. Почти девять тысяч членов общин, распродав имущество, отправились на восток, но менее половины из них добрались до Измаила, остальные погибли в пути. Некоторые из них осели в Бессарабии и вблизи Одессы, но 500 семей продолжили путь в Закавказье. К 1819 году они образовали несколько колоний в Грузии близ Тифлиса и одну колонию в Азербайджане.
Своего пика движение гернгутеров в России достигло к 1839 году, когда в Эстляндии и Лифляндии насчитывалось до 50 тыс. адептов этого движения. Однако в 1852 году «братские общины» гернгутеров принуждались к вхождению в единую централизованную Евангелическо-Лютеранскую Церковь Российской Империи.

## Церковная организация
Обширная миссионерская деятельность Моравской церкви повлияла на её организационное устройство. Дальность расположения миссионерских точек, необходимость быстрого принятия решений на местах привели в 1732 году к разделу церкви на самоуправляющиеся Провинции. Некоторые миссии, однако, были переданы в юрисдикцию других церквей. Так, например, миссия в Австралии была передана местной Пресвитерианской церкви, а миссия в Гренландии — лютеранской.
Будучи разделена на Провинции в настоящее время церковь представляет собой Всемирный союз Моравских церквей (семью церквей), хотя формально церковь остается единой. Церковь насчитывает 18 независимых Провинций (на практике независимые церковные организации), 5 миссионерских Провинций, обладающих переходным статусом и в некоторых вопросах зависимых от руководства той Провинции, от которой была основана миссия, а также 8 миссионерских округов, подчиняющихся синоду Провинции, но обладающих автономным статусом.
Каждая из Провинций имеет собственный Синод, собирающийся не реже чем раз в 2 года. Миссионерские округа не имеют Синода, но подчиняются Синоду провинции. Периодически, обычно раз в 7 лет, собирается Синод Единения, на котором встречаются представители всех Провинций Моравской церкви. Синод Единения решает глобальные вопросы церковного устройства и вероучения.

### Независимые Провинции
- Аляска
- Америка Север
- Америка Юг
- Британия[K 1]
- Восточная Вест-Индия
- Гондурас
- Конго
- Континентальная Европа[K 2]
- Коста-Рика
- Никарагуа
- Суринам
- Танзания Запад[K 3]
- Танзания Рунгве[K 3]
- Танзания Юг[K 3]
- Танзания Юго-Запад[K 3]
- Чехия (Чешскобратская церковь)
- Южная Африка
- Ямайка

### Миссионерские Провинции
- Гайана
- Замбия
- Занзибар
- Лабрадор
- Малави

### Миссионерские округа
- Бурунди
- Белиз
- Кения
- Куба
- Перу
- Руанда
- Уганда
- Французская Гвиана

## Вероисповедание
Согласно принятому в 1957 году «Основанию Единства», все общины, входящие в Моравскую церковь, верят и признают следующие фундаментальные истины:
- Святую Троицу: Бог-Отец, Бог-Сын/Слово, Бог-Дух Святой;
- Отцовство Бога
- Божью любовь к падшему человечеству
- Воплощение Бога в Богочеловеке Иисусе Христе
- Искупительную смерть Христа за греховных и непокорных людей
- Воскресение Иисуса, Вознесение и Прославление Его, воссевшего одесную Отца
- Сошествие Святого Духа, утешающего, укрепляющего и поддерживающего верующих
- Внезапное возвращение Иисуса во славе, грядущего судить живых и мертвых
- Нескончаемость Царства Христа
- Существует лишь одно крещение для прощения грехов
- Признается крещение младенцев
- Признается реальное присутствие Тела и Крови Христа в Святом Причастии

Эти вероисповедные принципы не являются единственными, но обязательными для всех общин Моравской церкви. Кроме того, в Книге Установления несколько Провинций признают следующие вероисповедные документы:
- Три экуменических Символа веры: Апостольский, Никейский и Афанасиевский
- Первый 21 пункт неизменённого Аугсбургского исповедания
- Исповедание Союза чешских братьев 1535 года
- Постановления синода в Берне 1532 года
- Барменскую декларацию 1934 года
- Малый катехизис Лютера
- Тридцать девять статей Церкви Англии
- Гейдельбергский катехизис